# Murder by Numbers (Lied)
Murder by Numbers (englisch für: Mord nach Zahlen) ist ein Lied, das von The Police 1983 als B-Seite der Single Every Breath You Take veröffentlicht wurde.

## Text und Musik
Der satirische Text erzählt, wie man Mord zur Kunst verfeinern kann – dabei zitiert es Malen nach Zahlen:

„Es ist Mord nach Zahlen, eins, zwei, drei

Es ist so einfach zu lernen wie dein ABC“

Das Lied ist rhythmisch komplex: Es beginnt mit dem Schlagzeug in einem scheinbaren 3/4-Takt, entpuppt sich aber mit dem einsetzenden Gesang von Sting als ein 4/4-Takt. Dann setzt die jazzige Akkordfolge von Andy Summers ein.
Sting spielte das Lied auch mit Frank Zappa.

## Musiker
- Sting – Bassgitarre, Gesang
- Stewart Copeland – Schlagzeug
- Andy Summers – Gitarre